# سباق نوكير كويرز 2021
سباق نوكير كويرز 2021 (بالفرنسية: Nokere Koerse 2021)‏ هو سباق دراجات هوائية، وهو الموسم رقم 75 من سباق نوكير كويرز، وأقيم في 17 مارس 2021، وامتدّ لمسافة 195 كيلومتر، وهو أحد سباقات سلسلة سباقات الاتحاد الدولي للدراجات للمحترفين 2021، وشارك فيه 166 متسابقاً ووصل إلى نهايته 86 متسابقاً.
فاز فيه بالمركز الأول Ludovic Robeet ‏، وبالمركز الثاني داميان جودين، وبالمركز الثالث Luca Mozzato ‏.

## الفرق
| فرق عالمية (13)- AG2R Citroën Team - Bora-Hansgrohe - Cofidis - Deceuninck-Quick Step - Groupama-FDJ - Ineos Grenadiers - Intermarché-Wanty-Gobert Matériaux - Israel Start-Up Nation - Lotto Soudal - Team DSM - Qhubeka Assos - Trek-Segafredo - UAE Team Emirates فرق برو (11)- Alpecin-Fenix - Arkéa-Samsic - 2021 بي آند بي هوتيلز ‏ - Bardiani CSF Faizanè - بنجوال دبليو بي 2021 ‏ - ديلكو 2021 ‏ - Rally Cycling - سبورت فلاندرين بالويس 2021 ‏ - Total Direct Énergie - أونو اكس برو سايكلنج تيم 2021 ‏ - 2021 ويلير تريستينا-سيل إيطاليا ‏ فريق قاري- تارتيلتو-ايزوريكس 2021 ‏ |  |
| |  |

## التصنيف العام النهائي
| التصنيف العام         | التصنيف العام     | التصنيف العام   | التصنيف العام          | التصنيف العام     |
| العداء                | العداء            | البلد           | الفريق                 | الوقت             |
| --------------------- | ----------------- | --------------- | ---------------------- | ----------------- |
| 1                     | Ludovic Robeet ‏   | بلجيكا          | Bingoal-WB             | 4 س 33 دقيقة 37 ث |
| 2                     | داميان جودين      | فرنسا           | Total Direct Énergie   | + 3 ث             |
| 3                     | Luca Mozzato ‏     | إيطاليا         | B&B Hotels p/b KTM     | + 5 ث             |
| 4                     | Jordi Meeus ‏      | بلجيكا          | بورا هانسغروه          | + 5 ث             |
| 5                     | توم فان أسبروك    | بلجيكا          | Israel Start-Up Nation | + 5 ث             |
| 6                     | جيك ستيوارت       | المملكة المتحدة | Groupama-FDJ           | + 5 ث             |
| 7                     | ماكس والشيد       | ألمانيا         | Qhubeka Assos          | + 5 ث             |
| 8                     | كريستوفر هالفورسن | النرويج         | Uno-X Pro Cycling Team | + 5 ث             |
| 9                     | جوناتان نارفيز    | الإكوادور       | Ineos Grenadiers       | + 5 ث             |
| 10                    | رودي باربير       | فرنسا           | Israel Start-Up Nation | + 5 ث             |
| مصدر: ProCyclingStats |                   |                 |                        |                   |

## وصلات خارجية
- الموقع الرسمي
- لمحة عن سباق سباق نوكير كويرز 2021 على موقع  ProCyclingStats   (برو  سايكلنج  ستاتس) - إحصاءات  محترفي  الدراجات.
- سباق نوكير كويرز 2021 على موقع إحصائيات الدراجات الإحترافية (الإنجليزية)